# Сарана (фільм, 2013)
«Сарана» — російський драматичний трилер з елементами еротики режисера Єгора Баранова, що оповідає про згубну пристрасть.
Прем'єра фільму в Росії відбулася 5 листопада 2015 року. 13 і 20 березня 2016 року на "Першому каналі" відбулася прем'єра чотирьохсерійної телеверсії.

## Сюжет
Нинішнє покоління, молоді люди, що виросли в епоху "нульових", - покоління споживання, які хочуть всього і відразу, прямо тут і зараз. У цьому чимось вони схожі на сарану. Як сарана змітає все, що не попадається їй на шляху, залишаючи за собою спустошені землі, так і наші сучасники, безрозсудно прагнуть до бажаного, а діставши, миттєво знищують, незалежно від того, що це : річ або людська доля. Проте не завжди це вдається зробити без наслідків...
До знайомства на курорті у головних героїв фільму Артема і Валерії не було нічого спільного. Він - простий хлопець з провінції, роботяга і поет; вона - московська богемна дівчина, чиє життя визначають батьки. Їх несподівано виниклі любовні стосунки могли б вирости в міцні і трепетні почуття з очікуваними приємними наслідками. Проте літній роман обертається  пристрастю,що обпалює і ламає долі. Валерія виходить заміж за товариша батька, а Артем на зло одружується на багатій пані, яка є старшою за нього. Проте, їх шаленний потяг руйнує усі перешкоди. Герої не прагнуть приборкати жадання своєї плоті, і для них вже не існує ніяких обмежень.
Фінал фільму засмучує: головний герой , що втратив контроль над собою і "помер духовно" , а разом з ним і деяким іншим персонажам доведеться померти і фізично. Юнацька любов закінчується серією кривавих вбивств.

## У ролях
- Петро Федоров — Артем
- Пауліна Андрєєва —Валерія
- Дмитро Шевченко — Гуревич
- Катерина Волкова — Наталя
- Євгенія Дмитрієва — Ірина
- Максим Пинскер — Валентин
- Олексій Горбунов — Кавторанг
- Євгеній Стичкін — Пацифік
- Олександр Голубков — Марат
- Іван Щенин — Кирило
- Андрій Бут — адвокат
- Олександр Молочников — Макс
- Степан Самойленко — Саша
- Анастасія Акатова — Яна
- Бесо Гатаєв — Руслан
- Валерій Шорохов — психоаналітик
- Ігор Мулев — Піджак
- Анатолій Антонюк — Мащенко
- Сергій Фролов — Антон Сергієвич
- Ольга Оганезова — Ніна Василівна

## Зйомки
Зйомки фільму проходили в Москві і Одесі.

## Факти
- Спочатку передбачалося, що фільм буде короткометражним серіалом.
- Фільм був показаний на Каннському кінофестивалі в травні 2015 року[4]. Купити права на прокат фільму виявили бажання представники Франції, Німеччини, Південної Африки і деякі країни Балтії[5].
- Чотирьохсерійна версія фільму на початку 2017 року була продана сервісам «Google Play»[6][7][8] і «Netflix»[9][10][11].

## Саундтрек
Велика частина пісень фільму, включаючи лейтмотив картини «Words are silent», написана Олегом Чубыкиным. У 2016 році ці пісні були видані окремим альбомом.

## Нагороди
- 2015 — Міжнародний кінофестиваль в Портсмуті: нагорода за "Кращий фільм", "Кращу операторську роботу" (Юрій Коробейников)[13].
- 2016 — Премія "ТЭФИ" в категорії "Телевізійний продюсер сезону" (Олександру Цекало за створення ряду серіалів).